# Detmar Blow
Detmar Jellings Blow (24 novembre 1867 – 7 février 1939) est un architecte britannique du début du XXe siècle, qui travaille principalement dans le style Arts and Crafts. Ses clients appartiennent principalement à l'aristocratie britannique et il devient plus tard gestionnaire des domaines du duc de Westminster.

## Biographie
Fils de Jellings Blow, de Hilles, Stroud, Gloucestershire Blow est l'un des derniers disciples de John Ruskin, qu'il accompagne dans sa jeunesse lors de son dernier voyage à l'étranger. Detmar est ami avec la famille Wyndham, qui, dans leur maison de campagne Clouds dans le Wiltshire, crée un salon fréquenté par de nombreuses personnalités intellectuelles et artistiques de l'époque, connues sous le nom de The Souls, qui accueillent Blow parmi eux tout en admirant ses vues socialistes romantiques.
Le travail architectural de Blow est très influencé par ses mentors Ruskin, William Holman Hunt et Philip Webb, l'architecte de Clouds (1886). Au début de sa carrière, il adopte le rôle de l'architecte itinérant, semblable à un artisan itinérant avec sa propre bande de maçons, de projet en projet. Il épouse l'aristocratique et intellectuelle Winifred Tollemache et commence à être patronné par les échelons supérieurs de l'aristocratie britannique. Alors qu'une grande partie de ses premiers travaux sont, comme ceux de son contemporain Lutyens, dans le style Arts and Crafts, ses travaux ultérieurs sont dictés par les caprices de ses mécènes aristocratiques. Il devient frère de la Guilde des artisans en 1892. À un moment donné de sa carrière, lui et Lutyens envisagent de former ensemble un cabinet architectural. En 1906, il forme une société avec l'architecte français Fernand Billerey (1878-1951) qui se poursuit jusqu'en 1924, date à laquelle la société est dissoute.
Parmi les bâtiments conçus par Blow on trouve Hilles, à Harescombe, près de Stroud dans le Gloucestershire, le manoir qu'il s'est construit après 1914 , très influencé par les idéaux de Ruskin, Webb et William Morris. En 1908, il reconstruit Bramham Park pour la famille Lane Fox ; cependant, cette commande consiste en une restauration de l'ancienne maison baroque qui a été gravement endommagée par un incendie en 1828.

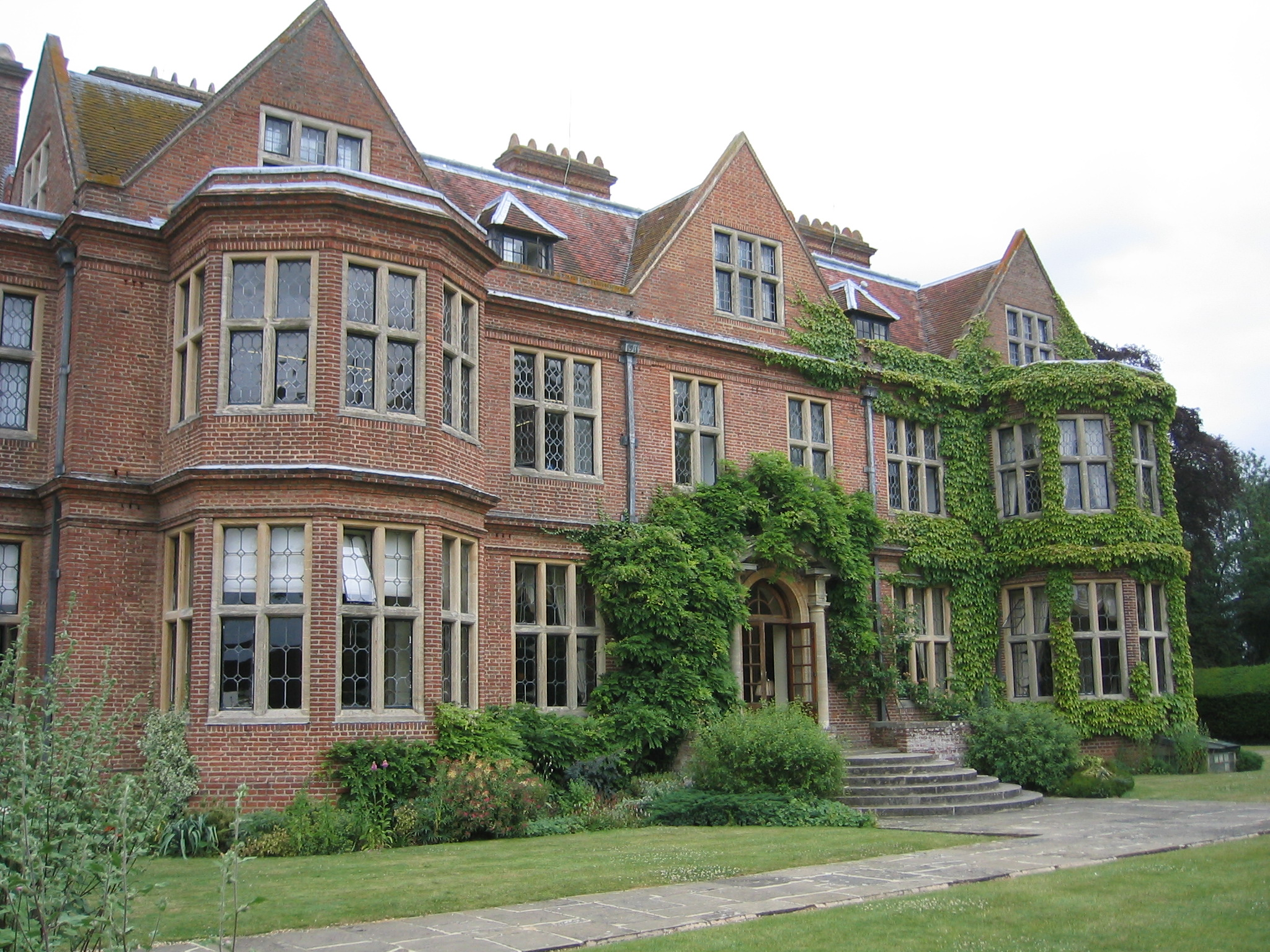
Horwood House, conçue par Detmar Blow dans le style William et Mary en 1912

Blow conçoit diverses propriétés pour Hugh Grosvenor, 2e duc de Westminster, dont le Château Woolsack, un pavillon de chasse à Mimizan en France. De 1916 à 1933, Blow travaille presque exclusivement pour le duc, comme gérant des domaines Grosvenor et comme secrétaire particulier. Son contemporain, Edwin Lutyens, décrit Blow en 1917 travaillant comme « une sorte de bailli et de maître d'hôtel pour autant que je sache ! » Un désaccord ultérieur, sur des allégations de détournement de fonds « largement infondées », conduit à la démission et à la retraite de Blow,.